# Памятник студбатовцам
Па́мятник студбатовцам, Памятник студентам ХГУ — добровольцам студенческого батальона — скульптура в центре города Харькова, посвящённая подвигу студентов Харьковского Университета имени Горького, записавшихся в самом начале Великой Отечественной войны добровольцами в действующую армию и отправившихся в июле 1941 года на фронт. Подавляющее большинство студентов погибло в боях в районе Белой Церкви и при обороне Москвы осенью 1941 года.

## Предыстория
К началу Великой Отечественной войны в Харькове училось около 30 тысяч студентов. Часть студентов Харьковского университета и институтов изъявила желание записаться добровольцами в действующую армию. В конце июня 1941 года. более 500 студентов-добровольцев были направлены для подготовки в Малиновский военный лагерь возле города Чугуева, где из них планировалось подготовить политработников и командиров стрелковых взводов. Девушки-добровольцы были направлены в школы медсестёр. Вскоре они пополнили штаты прифронтовых госпиталей, стали санинструкторами рот и батальонов. После краткосрочной подготовки из студентов был сформирован батальон, который вошел в историю Великой Отечественной войны под названием «студбат».
6 июля 1941 года студбатовцы в лагерях Малиновки были построены по тревоге и отправлены в расположение 26-й армии Юго-Западного фронта под командованием генерал-лейтенанта Ф. Я. Костенко в районе Фастова, Таращи и Белой Церкви западнее Киева.
В боях под Белой Церковью погибло более 300 харьковских студбатовцев, по другим данным, около 80 % состава батальона. После неудачи под Киевом остатки харьковского студенческого батальона были переброшены под Нарофоминск, где участвовали в обороне Москвы.
Широкую известность харьковским студбатовцам впоследствии принёс украинский писатель Олесь Гончар, выживший участник студбата, написавший о батальоне книгу «Человек и оружие».

## История создания

Камень с надписью у памятника харьковским студбатовцам на фоне общей композиции памятника

В конце 1970-х — начале 1980-х годов по инициативе харьковских студентов возникла идея сооружения памятника студбатовцам. В 1981 году в ХГУ был сформирован строительный отряд «Коммунар», который возглавили студент исторического факультета Г. В. Милюха и студент радиофизического факультета И. М. Ефанов. На организационном собрании члены отряда (27 юношей и 17 девушек) приняли решение перечислить 70 % своего заработка на сооружение памятника студбатовцам, погибшим в период войны. Инициатива студентов не была поддержана руководством города, сославшимся на отсутствие средств.
С трудностями к середине 1980-х годов было собрано около 200 тысяч советских рублей, на которые был заказан памятник, однако изготовленные скульптурные композиции пролежали около 15 лет на асфальте в левом внутреннем дворе университета. Попытка установки памятника не удалась.
Вторая попытка установки памятника была осуществлена в конце 1990-х гг. В Харьковском государственном университете летом 1999 года началась кампания по добровольному сбору средств на сооружение памятника. Инициатива молодёжи и общественности города принесла свои плоды. После многолетней проволочки памятник студбатовцам был установлен на площади Свободы, рядом с главным корпусом Харьковского университета.

## Композиция памятника
На трёх объединённых вместе гранитных постаментах расположены пять бронзовых фигур, изображающих четырёх студентов и одну девушку. Студенты уходят на фронт. Два студента идут решительно, один из них прощается с девушкой, один оглядывается назад. Винтовка есть только у одного из студентов, остальные идут без оружия.

### Скульптурные группы

Только один студбатовец с винтовкой
Прощание

## Известные студбатовцы
- Гончар А. Т. (Олесь Гончар), советский писатель.
- Эпштейн А. И., харьковский историк, предпоследний из харьковских студбатовцев (умер в 2005 году).
- Аронов М. И., герой ВОВ, последний из харьковских студбатовцев (умер в 2007 году).